# Битка код Форбије
Битка код Форбије вођена је 17. октобра 1244. године између муслиманске војске Ајубидске династије са једне и крсташке војске Јерусалимске краљевине, Темплара, Хоспиталаца, Тевтонаца, реда Светог Лазара, Хомса и господства Трансјорданије са друге стране. Део је крсташких ратова, а завршена је муслиманском победом.

## Битка
Муслиманска војска предвођена Бајбарсом напала је крсташе код Форбије. Након два дана борбе крсташи су попустили. Велики мајстор Темплара Арман де Перигор је погинуо у бици, а велики мајстор Хоспиталаца је заробљен. Са њиме је заробљен и Готје од Бријене, гроф Јафе. Витешки редови имали су велике губитке. Преживело је свега 25 Темплара (око 348) и 36 Хоспиталаца (од 361). Тевтонци су имали око 400 погинулих, а узмакла су само тројица. Неки хроничари наводе да је погинуло 16.000 крсташа. Након ове битке, муслимани несметано улазе у Јерусалим.